# Foresta della Barbottina
La foresta della Barbottina è una foresta di proprietà pubblica che si trova nelle Prealpi Liguri.

## Storia

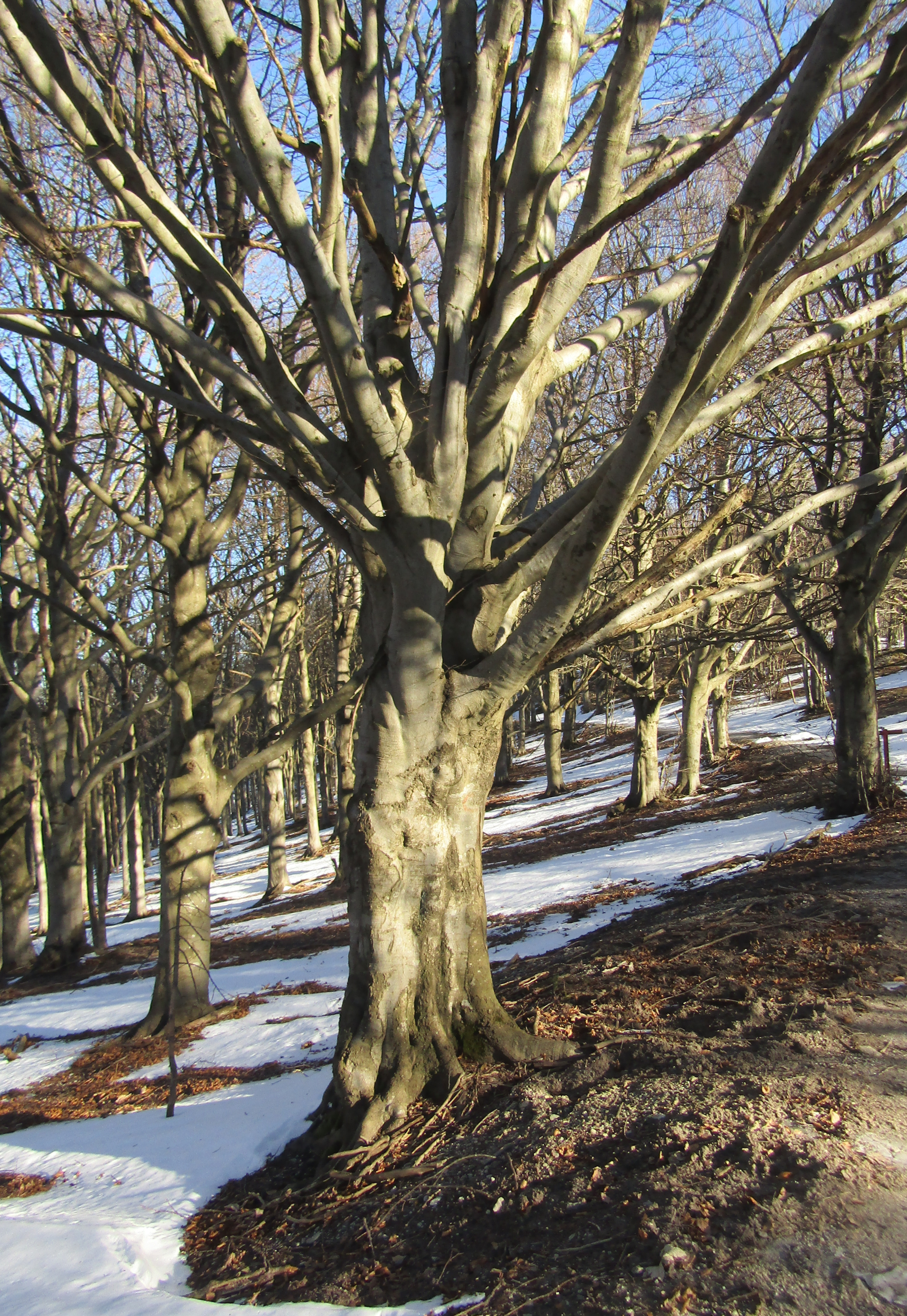
Un grosso faggio

La foresta della Barbottina, una faggeta quasi in purezza, venne acquistata attorno al 1960 dalla Azienda di Stato per le foreste demaniali (A.S.F.D.). La precedente proprietaria del bosco, che veniva governato a ceduo, lo aveva lasciato invecchiare non praticando tagli per un lungo periodo. Gli enti gestori adottarono piani di assestamento nei quali il governo della faggeta passò a fustaia. Successivamente l'area boscata è stata interamente inglobata nella SIC della Regione Liguria Monte Carmo - Monte Settepani, designato poi anche come Zona Speciale di Conservazione. La proprietà della foresta, un tempo statale, è poi passata alla Regione Liguria, la quale periodicamente ne mette a bando la gestione con criteri produttivi, occupazionali e della tutela del territorio, affidandola ad aziende private.

## Descrizione

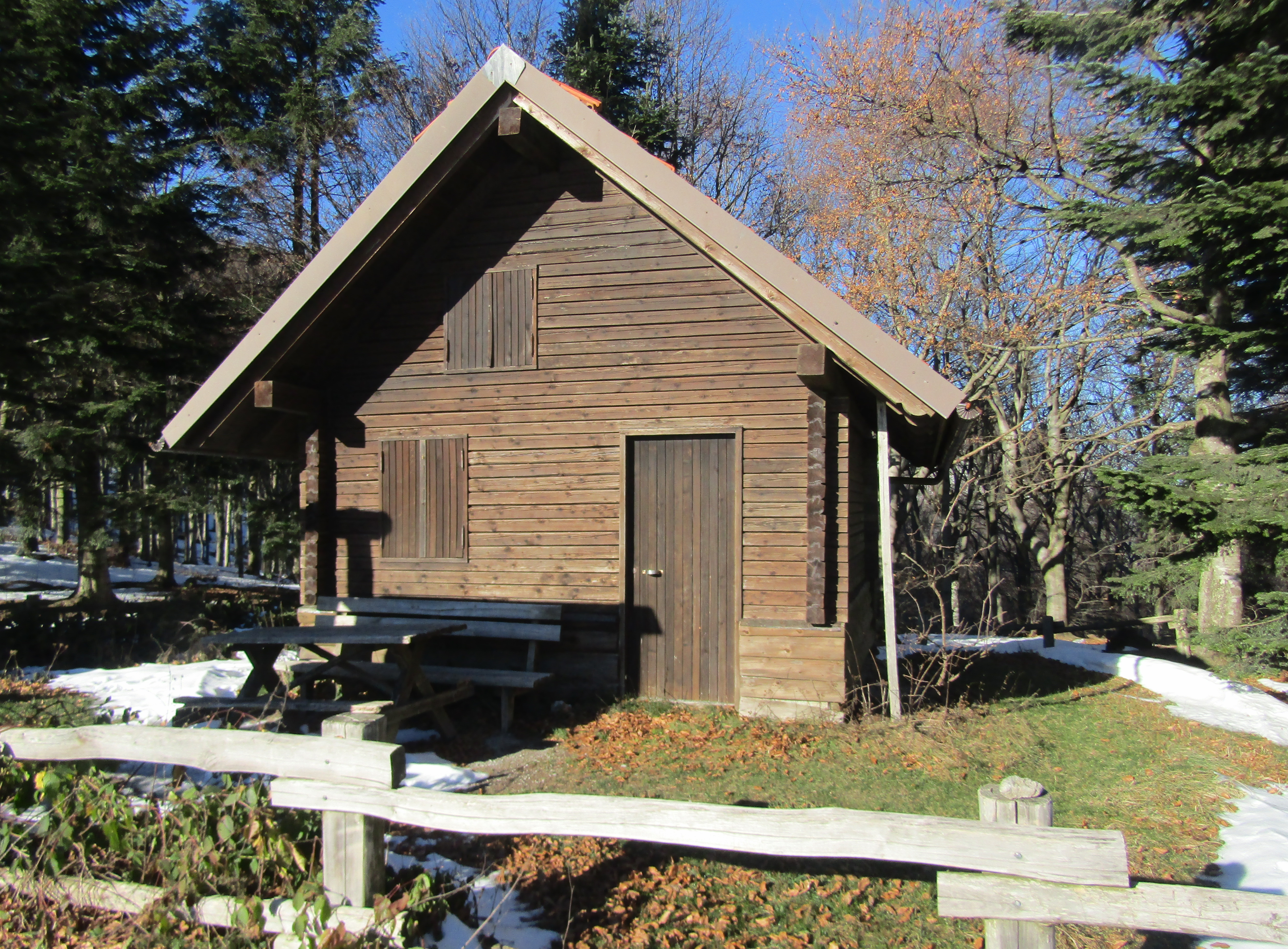
La casetta della forestale a Piambello

L'area boscata si estende per 224 ettari a ridosso dello spartiacque padano-ligure nella zona tra il Colle del Melogno e il Giogo di Giustenice. È caratterizzata da una vegetazione di alto fusto prevalentemente costituita di faggi. La rinnovazione avviene per seme, e la faggeta si presenta come una fustaia disetanea, ovvero un bosco nel quale le singole piante hanno età differenti.  Caratteristici sono alcuni esemplari di notevoli dimensioni e che arrivano a circa 50 metri di altezza. Per queste caratteristiche la foresta è considerata  la faggeta migliore della Liguria e una delle più belle d’Italia. Oltre ai faggi sono presenti, in modo sporadico, alcuni esemplari di rovere e di acero di monte, questi ultimi più frequenti alle quote più elevate della zona. Le presenza del castagno, grazie alle tecniche selvicolturali utilizzate, si è progressivamente ridotta fino alla quasi scomparsa della specie dall'area forestale.

## Fruizione
La faggeta è raggiungibile a piedi seguendo il percorso dell'alta via dei Monti Liguri, nella sua tappa che collega il Giogo di Giustenice con il Colle del Melogno. All'interno della foresta esistono anche altri sentieri di facile percorribilità.